# Rucksackradio
Das Rucksackradio ist eine Radiosendung des Bayerischen Rundfunks.

## Geschichte der Sendung
Das heutige Rucksackradio startete im November 1948 im damaligen „Radio München“ unter dem Titel Für den Bergsteiger. Sie ist die einzige regelmäßige Bergsteigersendung im Hörfunk. Die Idee zur Sendung hatte der Journalist Bruno Erath.  Lange Jahre lief die Sendung Samstag morgens  von 6.45 bis 7.00 Uhr auf Bayern 1. 1981 wurde „Für den Bergsteiger“ in „Rucksackradio“ umbenannt. 2017 erfolgte der Wechsel zu Bayern 2 mit der neuen Sendezeit 6.05 bis 8.00 am gleichen Sendetag.

## Themen
Die Sendung war als Sendung von Bergsteigern für Bergsteiger konzipiert und beschäftigt sich mit Geschichten und Ereignissen rund ums Wandern und Bergsteigen und hat dabei die Bedürfnisse der ganz normalen Bergsteiger im Sinn. Neben der Vorstellung von interessanten Bergtouren spielen auch Fragen zur Ausrüstung und Kleidung eine wichtige Rolle. Aber auch Vorbereitung von Touren und Trainings der Sicherheit und der richtigen Technik werden in den Sendungen vermittelt. Darüber hinaus gibt es Berichte von „alpinen Heldentaten“ wie Erstbegehungen.

## Moderatoren

### Aktuelle Moderatoren (Stand 2024)
- Andrea Zinnecker[7]
- Antonia Schlosser
- Bettina Ahne
- Tom Fleckenstein

### Ehemalige Moderatoren (Auswahl)
- Bruno Erath (1948–1987)[2]
- Conny Glogger[5]
- Ernst Vogt[2][5]
- Susanne Franke  (1993–2023)[8][5]